# Lest (Gemeinde Kefermarkt)
Lest ist eine Ortschaft in der Gemeinde Kefermarkt im Bezirk Freistadt, Oberösterreich.
Die Streusiedlung befindet sich südlich von Freistadt und etwa einen Kilometer westlich der Mühlkreis Autobahn. Am 1. Jänner 2025 zählte die Ortschaft 305 Einwohner.

## Geschichte
Das früheste Schriftzeugnis ist von 1270 und ist ident mit der heutigen Schreibung. Der Name geht auf altslawisch leska zurück, was Haselstaude bedeutet. Der Flurname wurde auf Fluss und Siedlung übertragen, vgl. Haslach und Haselbach.

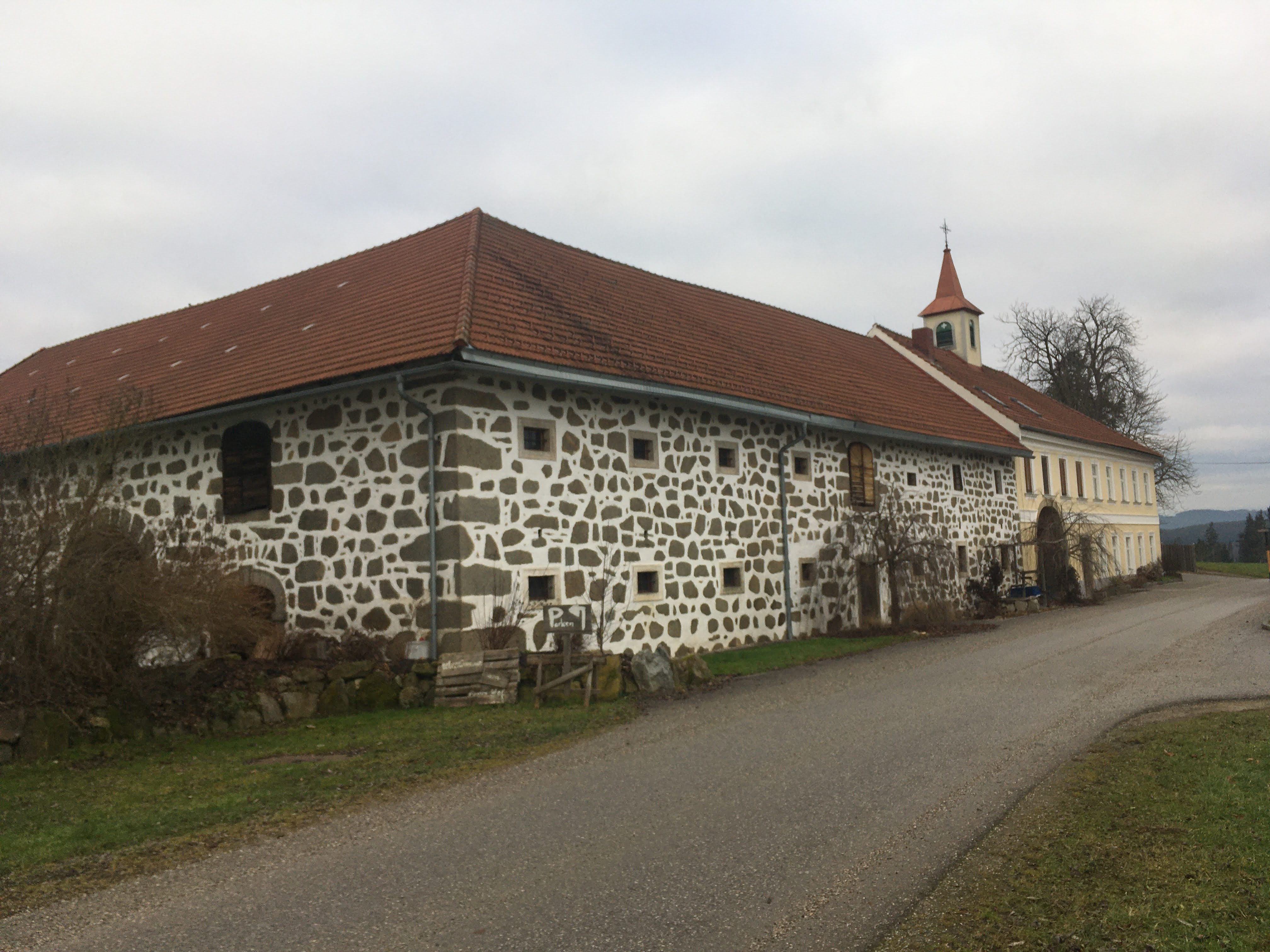
Lester Hof im Steinbloß-Stil

Im 19. Jahrhundert führte die Pferdeeisenbahn Budweis–Linz–Gmunden durch Lest.